# ホリさまぁ〜ず
『ホリさまぁ〜ず』は、TBSで2009年4月7日から2010年3月23日まで放送されていた深夜バラエティ番組。略称は「ホリさま」。2010年4月7日から後続番組『マルさまぁ〜ず』が放送された。

## 番組概要
1つのテーマを色んな角度からとことん掘り下げる徹底追及バラエティ。番組内でも触れているが番組名の「ホリ」とは“掘り下げる”の意味であり、さまぁ〜ずと同じ事務所の後輩・ホリのことではない。
後期の『神さまぁ〜ず』→『さまぁ〜ず式』に続いて前述の2番組の後継番組であり、大竹が全企画を担当している。そのため、番組名が変わっただけで内容は前の2番組と全くといっていいほど変わっていない（このことは番組内でもネタにされている。）。ミニ情報番組『ビジネスクリック』が放送される影響で、開始当初は今までの放送時間から5分縮小されていた。しかし2009年10月より、『ビジネス〜』の放送時間が繰り上がる為に再び30分番組となった。ただし、一部のネット局ではCM放映時間を増やして開始当初より30分の放送にしているところもある。
『神さまぁ〜ず』→『さまぁ〜ず式』に続きハイビジョン制作番組だが、収録自体は画面アスペクト比4:3の標準画質で行われている為、地上デジタル放送では4:3画面の両側にこの番組のキャラクターを並べたサイドパネルが表示される形で放送された。
出演者の衣装は企画によって違う場合もあるが基本的には白色のつなぎ。つなぎのデザインはゴルフのマスターズのキャディをイメージしており、これは大竹が「掘り下げる」→「つなぎ」→「マスターズのキャディ」という風に発案したもの。つなぎの下には長袖を着用しており、大竹が黄緑色、三村が赤色。また、つなぎの背中の部分には番号がプリントされており大竹が「000」、三村が「001」でゲスト出演者には、それ以降の数字があてられている。
2009年8月放送分については、世界陸上中継や単発特番の影響で同月26日の1回のみの放送となった。

## 出演者
- さまぁ〜ず（大竹一樹・三村マサカズ）
- 青木裕子（放送当時TBSアナウンサー）

### 準レギュラー（中堅芸人）
準レギュラーとして起用されるのは芸歴15年前後の中堅芸人。大竹の提案で『神さまぁ〜ず』→『さまぁ〜ず式』と同様、1回の企画で呼ばれるのはコンビの片方がほとんど（コンビで出演したのはバナナマン、ブラックマヨネーズ、おぎやはぎのみ）。これは少人数でやったほうが面白いのと、コンビのお約束芸に入り込むのを避けるため。ピンになると独自の笑いにならざるを得ず、コンビでは見られない新たな能力が開発できる、と大竹は語っている。特にこの番組のスタイルを熟知しているバナナマン、有吉弘行、ブラックマヨネーズの3組をローテーション的に起用している。
- バナナマン（設楽統・日村勇紀）
- 有吉弘行
- ブラックマヨネーズ（吉田敬・小杉竜一）
- おぎやはぎ（小木博明・矢作兼）
- フットボールアワー（岩尾望・後藤輝基）
- 山崎弘也（アンタッチャブル）
- 板倉俊之（インパルス）
- 山里亮太（南海キャンディーズ）

## 放送リスト
| 回数   | 放送日(TBS)    | 内容                                                                  | ゲスト                                 | その他出演者 |
| ------ | -------------- | --------------------------------------------------------------------- | -------------------------------------- | --- |
| 第1回  | 2009年4月7日   | 三村マサカズを掘り下げる 『三村マサカズ観測隊』                       | 設楽統 中川剛（中川家）                | |
| 第2回  | 2009年4月14日  | 達成感を掘り下げる 『出来た人だけシャンパンファイト』                 | 板倉俊之 後藤輝基                      | |
| 第3回  | 2009年4月21日  | MCを掘り下げる 『ギャルの好奇心アゲアゲQ』                            | 日村勇紀 吉田敬                        | |
| 第4回  | 2009年4月28日  | MCを掘り下げる 『ギャルの好奇心アゲアゲQ』                            | 日村勇紀 吉田敬                        | |
| 第5回  | 2009年5月12日  | 怖い話を掘り下げる 『アイドルびっくり ドーン!ボウリング』             | 設楽統 小杉竜一                        | 有村亜加里 飯田順子 石原あゆみ 伊藤ゆみ 江田めぐみ 加藤アリス 川村えな 佐伯みなみ 佐々木あやめ 末永桂子 高田奈保 高橋りか 遠藤玲央奈 永瀬はるか 蜂矢有紀 槙原あこ 松中みなみ 松本るみ 眞野まりあ 間宮レイナ |
| 第6回  | 2009年5月19日  | 怖い話を掘り下げる 『アイドルびっくり ドーン!ボウリング』             | 設楽統 小杉竜一                        | 有村亜加里 飯田順子 石原あゆみ 伊藤ゆみ 江田めぐみ 加藤アリス 川村えな 佐伯みなみ 佐々木あやめ 末永桂子 高田奈保 高橋りか 遠藤玲央奈 永瀬はるか 蜂矢有紀 槙原あこ 松中みなみ 松本るみ 眞野まりあ 間宮レイナ |
| 第7回  | 2009年05月25日 | 勝負運を掘り下げる 『みんなで役満!落とさずロン!』                     | 日村勇紀 市原隼人 城田優 五十嵐隼士    | 黒沢かずこ（森三中） |
| 第8回  | 2009年6月2日   | コンビを掘り下げる 『コンビ対決 男気スポーツNo.1選手権』              | バナナマン                             | 岡安章介（ななめ45°） |
| 第9回  | 2009年6月9日   | MCを掘り下げる 『ギャルの好奇心アゲアゲQ』                            | 山里亮太 小木博明                      | |
| 第10回 | 2009年6月16日  | ときめきを掘り下げる 『リンリンクイズ 俺たち出会い隊』                | 岩尾望 吉田敬                          | 琴葉マリア 華彩なな |
| 第11回 | 2009年6月23日  | ガヤで盛り上げろ!『ショーパブ有吉』                                   | 小杉竜一 設楽統                        | イジリー岡田 有吉弘行 相多愛 華彩なな |
| 第12回 | 2009年6月30日  | 女の気持ちを掘り下げよう 『あの子の笑顔を取り戻せ!ザ・チェンジマン』  | 小杉竜一 後藤輝基                      | |
| 第13回 | 2009年7月7日   | バックボーンを掘り下げろ! 『創作美談の会』                            | 設楽統 有吉弘行                        | れいな 原愛実 さとう珠緒 |
| 第14回 | 2009年07月14日 | 女の気持ちを掘り下げよう 『あの子の笑顔を取り戻せ!ザ・チェンジマン2』 | 吉田敬 山崎弘也                        | 小暮あき 桜井つばさほか |
| 第15回 | 2009年7月21日  | 吉田の誕生日会を掘り下げる 『ズッコケ椅子引きパーティー』             | 吉田敬 山崎弘也 小木博明               | 村岡沙耶香 美咲亜矢ほか |
| 第16回 | 2009年7月28日  | 吉田の誕生日会を掘り下げる 『ズッコケ椅子引きパーティー』             | 吉田敬 山崎弘也 小木博明               | 村岡沙耶香 美咲亜矢ほか |
| 第17回 | 2009年8月25日  | コンビ愛を深める『有吉ツアー』                                        | 有吉弘行 おぎやはぎ ブラックマヨネーズ | |
| 第18回 | 2009年9月1日   | 有吉ツアー『チャモロぴったりランクイン』                              | 有吉弘行 おぎやはぎ ブラックマヨネーズ | |
| 第19回 | 2009年9月8日   | 有吉ツアー『男気水泳大会』                                            | 有吉弘行 おぎやはぎ ブラックマヨネーズ | |
| 第20回 | 2009年9月15日  | ナンパを掘り下げる『ネガティブナンパ隊』                              | 山里亮太 小杉竜一                      | |
| 第21回 | 2009年09月22日 | ダジャレを掘り下げる 『ダジャレが上手いのはダレジャ?』                | 岩尾望 有吉弘行                        | （フォーエバー）近藤沙織 滝野エリカ The マッシュ 古池由希 |
| 第22回 | 2009年10月13日 | 『クイズ辛口食堂』                                                    | 設楽統 小杉竜一                        | |
| 第23回 | 2009年10月20日 | 『今夜決定!!自作自演ハプニング ベスト10』                             | 後藤輝基 吉田敬                        | |
| 第24回 | 2009年10月27日 | 『今夜決定!!自作自演ハプニング ベスト10』                             | 後藤輝基 吉田敬                        | |
| 第25回 | 2009年11月3日  | ダジャレを掘り下げる 『ダジャレが上手いのはダレジャ?』                | 日村勇紀 吉田敬                        | （ゲンカツ・キムカツ）鈴木麻友美 岡明子 （クラップ・スタイル） 安田志穂 |
| 第26回 | 2009年11月10日 | 怖い話を掘り下げる 『アイドルびっくり ドーン!ボウリング』             | 有吉弘行 吉田敬                        | 前川奈津巴 新井花菜 原愛実 黒木美早 相澤奈美 永野間美咲 鈴木小百合 水崎綾 愛萌 仲村美香 渋木美沙 鍛冶谷恵美 安藤あいか 吉田桃子 白川桃 平川舞弥 瀬戸ありさ 浅倉結希 瀬名ひとみ 山城理恵                     |
| 第27回 | 2009年11月17日 | 『時間よ止まれ! アートフェスティバル3』                               | 小杉竜一 長澤まさみ                    | 黒木美早 |
| 第28回 | 2009年11月24日 | 『時間よ止まれ! アートフェスティバル3』                               | 小杉竜一 長澤まさみ                    | 黒木美早 |
| 第28回 | 2009年11月24日 | 『言いだしっぺは勝たねばパーマ商店街』                                | 設楽統 吉田敬                          | |
| 第29回 | 2009年12月1日  | 『言いだしっぺは勝たねばパーマ商店街』                                | 設楽統 吉田敬                          | |
| 第30回 | 2009年12月8日  | 『新体操で1点取れたら帰れるワン』                                     | 有吉弘行 山根良顕 （アンガールズ）     | 日本女子体育大学新体操部員 大貫友梨亜 （2009年世界選手権代表選手） 中津裕美 （2009年オリンピック強化選手）                                                                                                  |
| 第31回 | 2009年12月15日 | ダジャレを掘り下げる 『ダジャレが上手いのはダレジャ?』                | 板倉俊之 若林正恭 （オードリー）       | 岡山紋子 坂本恵美 黒田早希 熊谷依子 |
| 第32回 | 2010年1月12日  | 『三村を倒せ!なぞなぞ野球拳』                                         | 小杉竜一 山里亮太                      | 田中涼子 深澤ゆうき 相澤奈美 相多愛 鍛治谷惠美 川村えな 木下愛未 恋花 瀬長奈津実 平川舞弥 |
| 第33回 | 2010年1月19日  | 『言いだしっぺは勝たねばパーマショッピングセンター』                  | 吉田敬 後藤輝基                        | 井森美幸 |
| 第34回 | 2010年1月26日  | 『言いだしっぺは勝たねばパーマショッピングセンター』                  | 吉田敬 後藤輝基                        | 井森美幸 |
| 第35回 | 2010年2月2日   | 『新体操で1点取れたら帰れるワン』                                     | 有吉弘行 日村勇紀                      | 日本女子体育大学新体操部員 大貫友梨亜 （2009年世界選手権 個人日本代表選手） 浅沼圭 （2009年全日本体操選手権大会 種目別ロープ第3位）                                                                         |
| 第36回 | 2010年2月9日   | 『新体操で1点取れたら帰れるワン』                                     | 有吉弘行 日村勇紀                      | 日本女子体育大学新体操部員 大貫友梨亜 （2009年世界選手権 個人日本代表選手） 浅沼圭 （2009年全日本体操選手権大会 種目別ロープ第3位）                                                                         |
| 第37回 | 2010年2月16日  | 『なぞなぞ野球拳 頂上決戦』                                           | 小杉竜一 山里亮太                      | 田中涼子 深澤ゆうき 愛野玲奈 相多愛 鍛治谷惠美 川村えな 松島瑠美 月丘ヒカル 瀬長奈津実 平川舞弥 |
| 第38回 | 2010年2月23日  | 『なぞなぞ野球拳 頂上決戦』                                           | 小杉竜一 山里亮太                      | 田中涼子 深澤ゆうき 愛野玲奈 相多愛 鍛治谷惠美 川村えな 松島瑠美 月丘ヒカル 瀬長奈津実 平川舞弥 |
| 第39回 | 2010年3月2日   | 女の気持ちを掘り下げよう 『あの子の笑顔を取り戻せ!ザ・チェンジマン3』 | 小杉竜一 山崎弘也                      | 富沢恵莉 平山藍里 高橋由衣 永瀬麻帆 朝弓紗名 |
| 第40回 | 2010年3月9日   | 『女性の本音をアテレコ・ドン!』                                       | 小木博明 山崎弘也                      | 富沢恵莉 深澤ゆうき 田中涼子 平山藍里 阿倍リアナ 桐野澪 栗山ゆうみ 黒田亜里沙 榊原愛佳 白澤まゆか 鈴木咲 鈴木小百合 瀬戸麻楡 花清まゆこ 高橋明日香 高橋由衣 中田成美 永野間美咲                             |
| 第41回 | 2010年3月16日  | 『お笑いセンス共通隊』                                                | 吉田敬 岩尾望                          | |
| 最終回 | 2010年3月23日  | 『ノーベルト引越し隊』                                                | 小杉竜一 有吉弘行                      | 平山藍里 |

## 企画

### 三村マサカズ観測隊
三村に様々なお題を出し、それに対してどのように三村はどうするかを大竹たちが別室から予想する。しかし（三村は知らない）本来のルールは、「2回続けて同じお題を出した時、2回目はどうするかを1回目の行動から予想する」ものだった。

### ギャルの好奇心アゲアゲQ
ギャルのハートをグッと掴むような「ためになる問題」を作成し、その問題をクイズ番組のMCになりきって出題し、番組を大いに盛り上げる企画。

### アイドルびっくり ドーン!ボウリング
ホラービデオを見ているアイドルの後ろから任意のタイミングで「ドーン！」と叫び、その叫び声だけでアイドルを何人椅子から転げ落とすかを競う企画。（アイドルの座っている椅子は不安定で、少し動いただけで倒れる仕様）。この企画の2回目で、三村は脇腹の筋肉を断裂した。

### 男気コンビ決定戦
さまぁ〜ずとバナナマンのどちらが男気のあるコンビかスポーツで争う企画。男気あるコンビを目指し意地を張り合い、相方にハンデを付け合う（例、「手足を縛りながらドッジボールをする」など）。

### ショーパブ有吉
とにかく出し物がヒドい謎のお店「ショーパブ有吉」が突如オープンした。有吉店長にガヤで面白くして欲しいと頼まれたメンバーは、用意された数々のヒドいショーを気の利いたガヤで盛り上げる企画。

### あの子の笑顔を取り戻せ!ザ・チェンジマン
アイドルたちに泣けるVTRを見て号泣してもらい、泣いた直後、笑顔にチェンジさせるというド直球のお笑い企画。

### ズッコケ椅子引きパーティー
ブラマヨ吉田の誕生日をお祝いするため、業界で言うところの「座る直前のイス引き」をして、主役をおいしくしようというハッピードッキリ企画。

### ダジャレが上手いのはダレジャ?
商品のPRにやってきた企業戦士の前でダジャレを連発させる企画。毎回下ネタやダジャレとは全く関係ないボケも多発する。

### ホリさま有吉ツアーinグアム
- 第一週「コンビ親善ツアー」
- 第二週「チャモロぴったりランクイン」
- 第三週「男気水泳大会 in グアム」
  - グアムでボケチームとツッコミチームの男気を賭けて、味方にハンデを付けさせ意地を張り合う企画。

### 今夜決定!!自作自演ハプニングベスト10
商店街でハプニングBEST10を発表する企画。しかし、ハプニングは自分で考え自分で演じる自作自演で発表していく。順位ごとに挑戦者をカードで決定し、その順位なりのハプニングを起こさなければならない。

### 言いだしっぺは勝たねばパーマ商店街
商店街にある物で思いつきのゲームを提案し合い、言いだしっぺ（提案者）が勝てば3ポイント、逆に言いだしっぺが負けてしまうと他のメンバーに1ポイントずつが加点される。最終的にポイントが一番低い人が、罰ゲームとしてパンチパーマをあてられてしまう。

### 新体操で1点取れたら帰れるワン
- 斬新な企画として業界からも高い反響を呼んだ他、読売新聞の2010年1月3日号のコラムで紹介されるなど絶賛された。
- 企画名がテレビ朝日系のバラエティ番組『お試しかっ!』の「帰れま10」をパクっていると番組冒頭でネタにされた。

### 言いだしっぺは勝たねばパーマショッピングセンター
先述の「言い出しっぺは勝たねばパーマ商店街」のショッピングセンター版。ロケ地がショッピングセンターになっただけで、内容は同じである。

## スタッフ
- 企画：大竹一樹
- 構成：大井洋一、山内正之、成瀬正人、如月聖也
- ナレーション：小川はるか（第1回 - 第21回）→逸見友惠（第22回 - 最終回）
- TP：田熊克二
- カメラ：松井光太郎
- 音声：吉永哲也
- VE：白波孝大
- メイク: 田沢智美
- スタイリスト：高村純子
- 編集：橘本逸人
- MA：天谷馬直男
- 音効：村松聡（佳夢音）
- 技術協力：八峯テレビ、アンサーズ
- 美術協力：TACreate
- 宣伝：新名英子
- AP：久田誠司
- アシスタントディレクター：香西康位
- ディレクター：塩谷泰孝、高田直、伊達和輝、福永勇樹
- 演出：水野達也
- プロデューサー：飯沼美佐子
- 制作：G-yama
- 製作：TBS

## ネット局と放送時間

### 現在のネット局
| 放送対象地域 | 放送局            | 放送日時           | 備考     |
| ------------ | ----------------- | ------------------ | -------- |
| 関東広域圏   | TBSテレビ（TBS）  | 火曜 24:59 - 25:29 | 制作局   |
| 北海道       | 北海道放送（HBC） | 水曜 24:26 - 24:56 | 36日遅れ |
| 熊本県       | 熊本放送（RKK）   | 火曜 24:34 - 25:04 | 21日遅れ |
| 宮城県       | 東北放送（TBC）   | 金曜 24:20 - 24:50 | [ 9 ]    |

### 過去のネット局
| 放送対象地域 | 放送局              | 備考                                                                   |
| ------------ | ------------------- | ---------------------------------------------------------------------- |
| 山梨県       | テレビ山梨(UTY)     | 木曜24:35 - 25:05に放送 開始時期、終了時期ともに不明                   |
| 中京広域圏   | 中部日本放送（CBC） | 月曜 24:29 - 24:59に20日遅れで放送 2009年4月27日〜2009年10月19日に放送 |
| 新潟県       | 新潟放送（BSN）     | 木曜 25:09 - 25:34に放送 2009年4月に放送開始、終了時期不明             |

### 備考
- CBCでは、2009年6月3日より再放送も放送していたが（水曜 10:55 - 11:20）、ネット打ち切りに伴い再放送も終了した。
- HBCでは、8月の放送が無く、2009年9月4日放送分は第15回を放送し、実質的に45日遅れの放送となった。
- 愛媛県のあいテレビでは『タイノッチ』の放送がない時に数度放送されている。

## エンディングテーマ
- SEX MACHINEGUNS「プライド」2009年4月・5月度
- misono「end=START」2009年6月・7月度
- 逗子3兄弟「マーメイド」2009年8月・9月度
- FREENOTE「ふたりをつなぐもの」2009年10月・11月度
- 吉田山田「ガムシャランナー」2009年12月・2010年1月度
- BoA「Possibility duet with 三浦大知」2010年2月・3月度